# Moulin banal du Ruisseau-à-la-Loutre

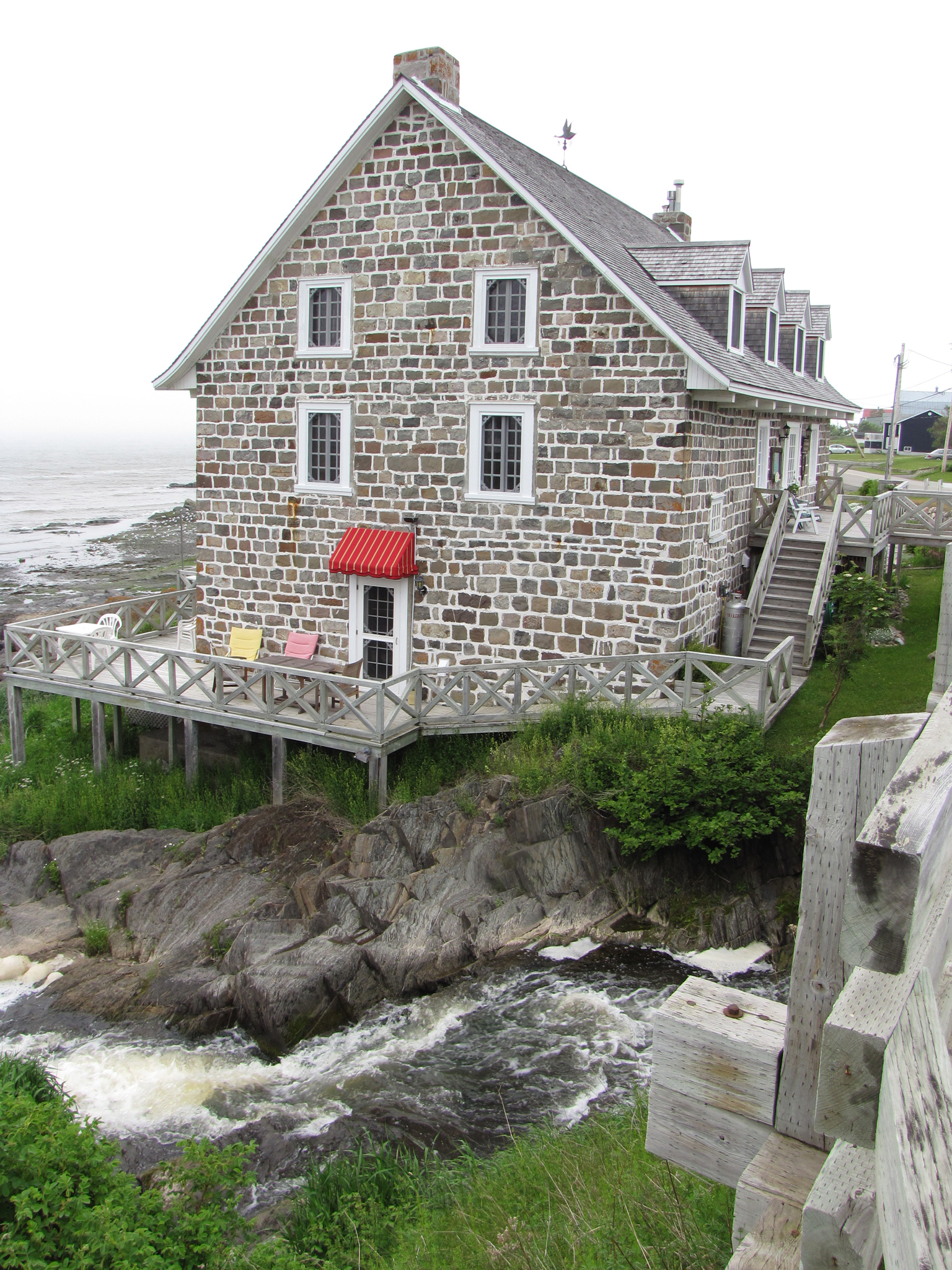
Moulin banal du ruisseau à la Loutre (côté Ouest) à Sainte-Luce, en 2009

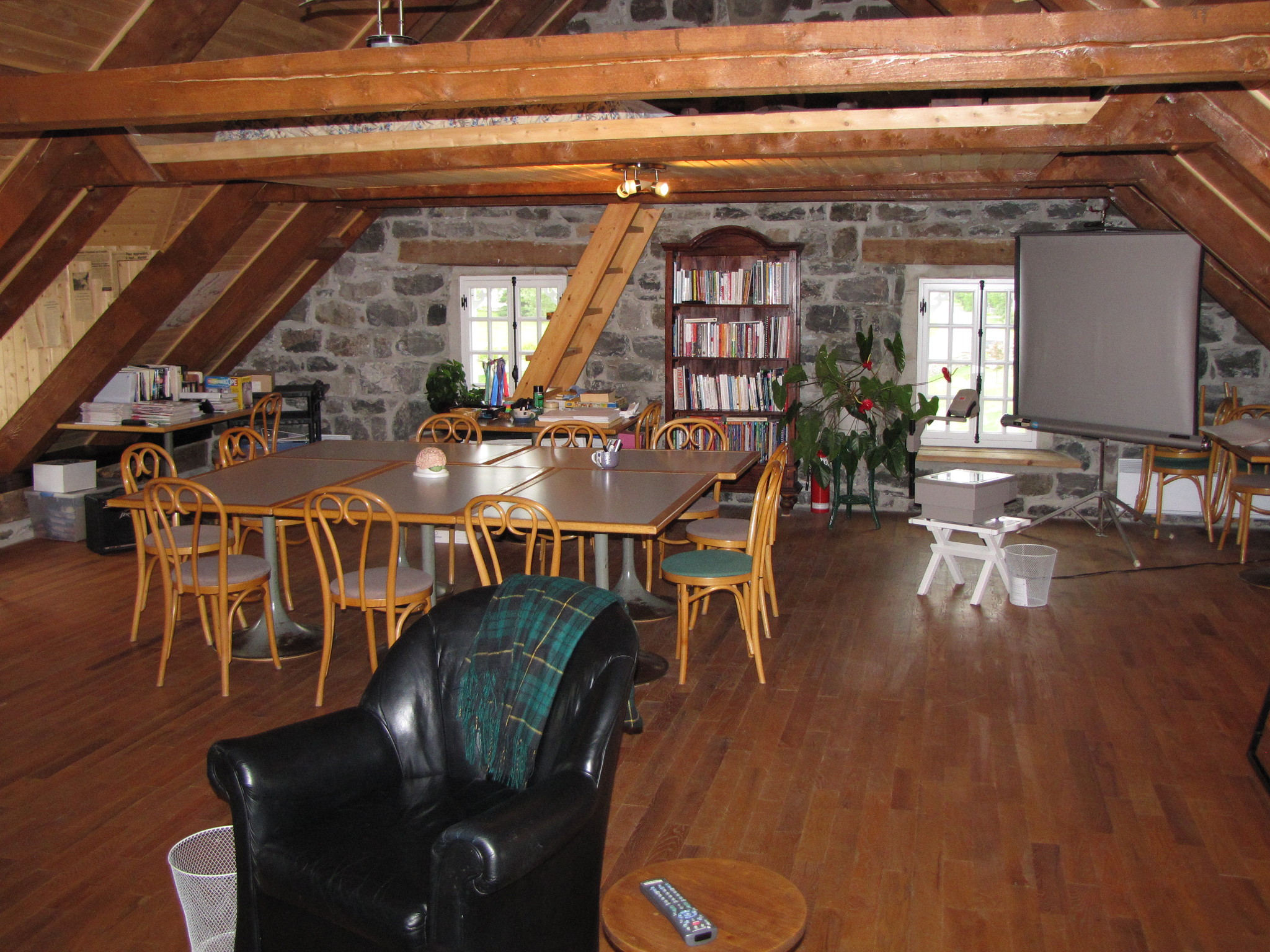
Intérieur, à l'étage, du Moulin banal du ruisseau à la Loutre à Sainte-Luce, en 2009

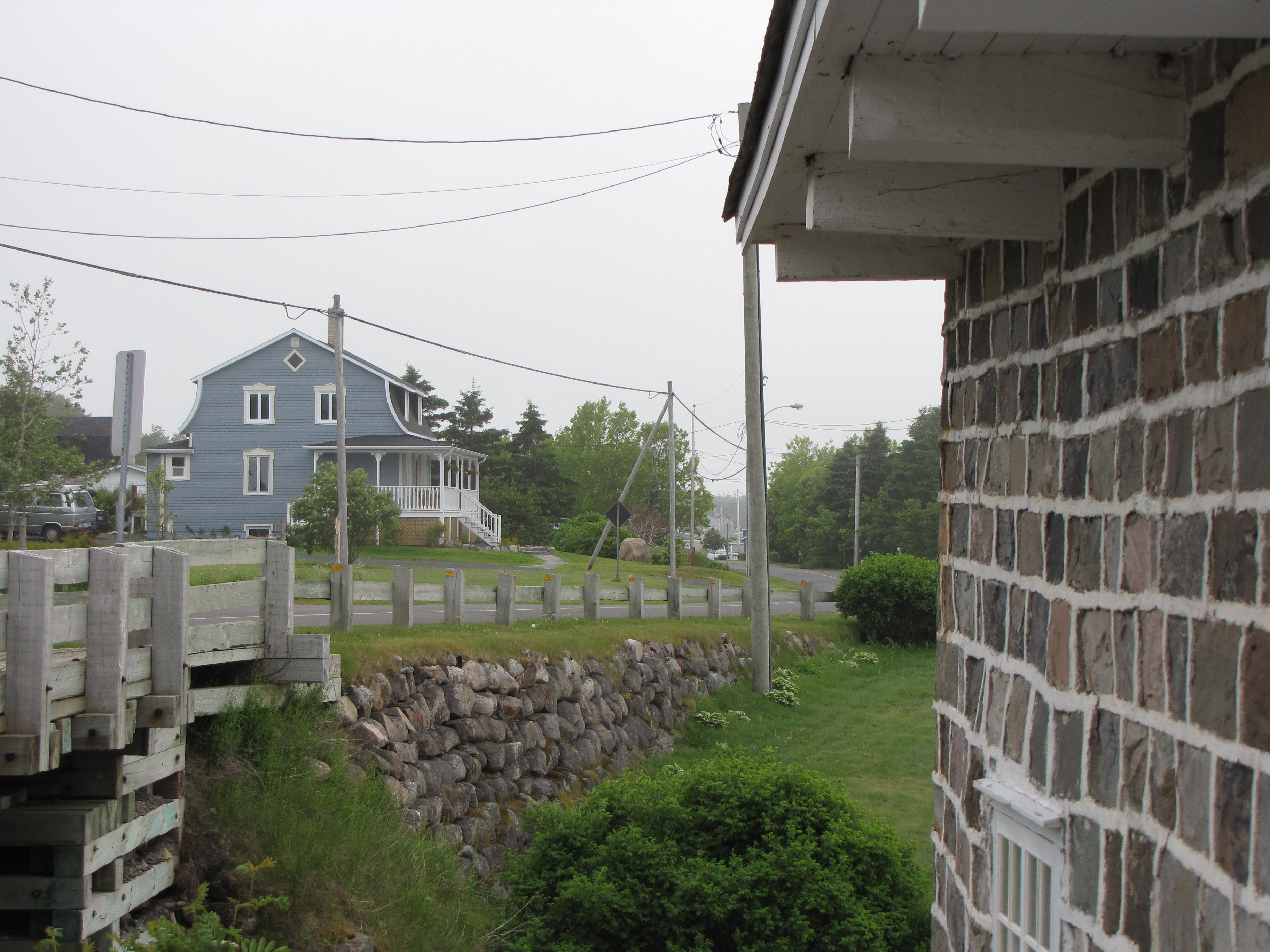
Maison du meunier du Moulin banal du ruisseau à la Loutre à Sainte-Luce, en 2009. Après que la famille du meunier eut cessé d'habiter le moulin, elle s'est installé dans cette maison.

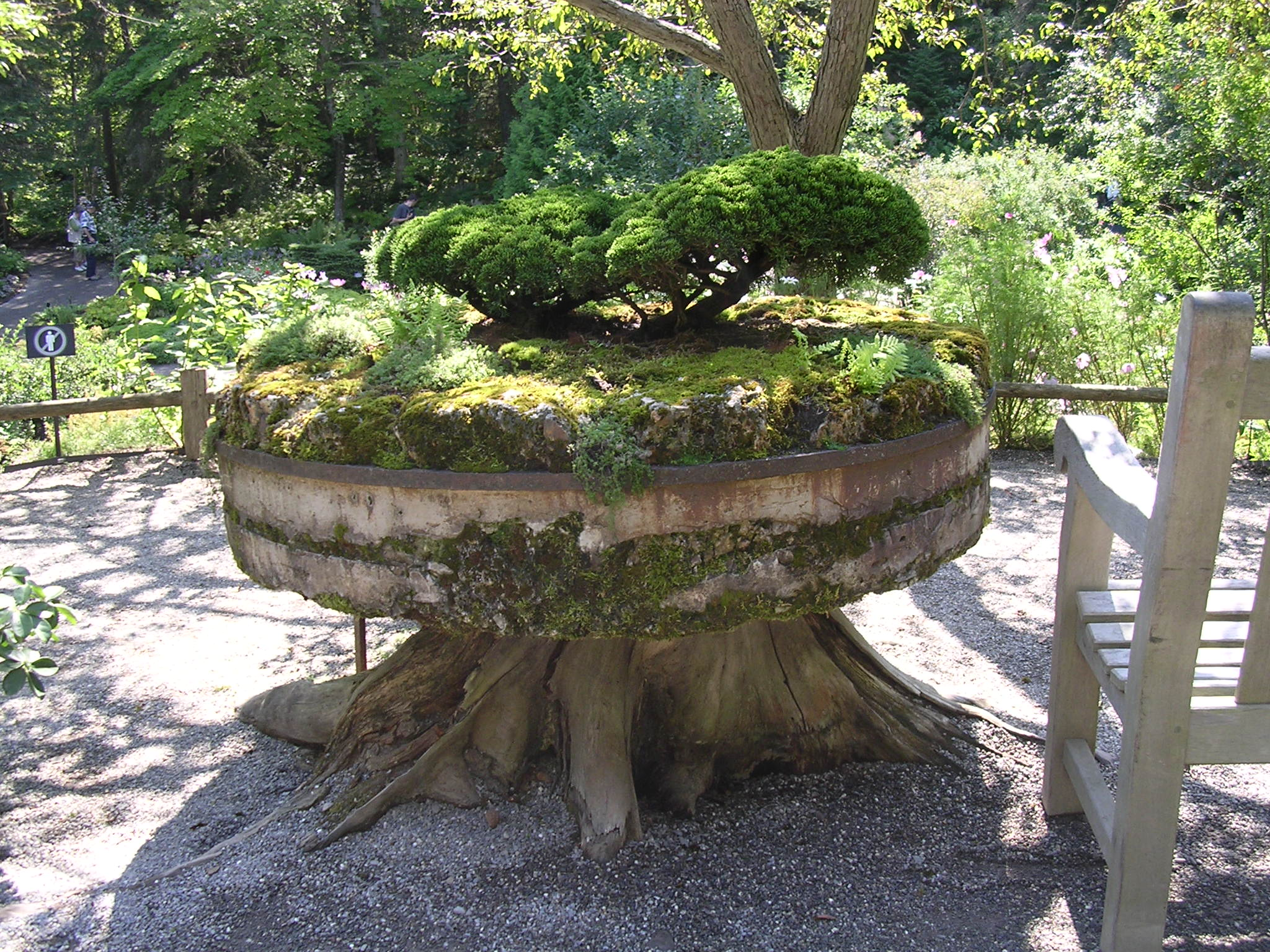
Meule du moulin banal du ruisseau à la Loutre, de Sainte-Luce, en 2006. Laissée à l'abandon, elle est recouverte de mousses et de lichens. Elle est exposée aux Jardins de Métis, à Grand-Métis. Quelques plantes, dont l'arbuste à l'allure bonsaï, ont été ajoutées.

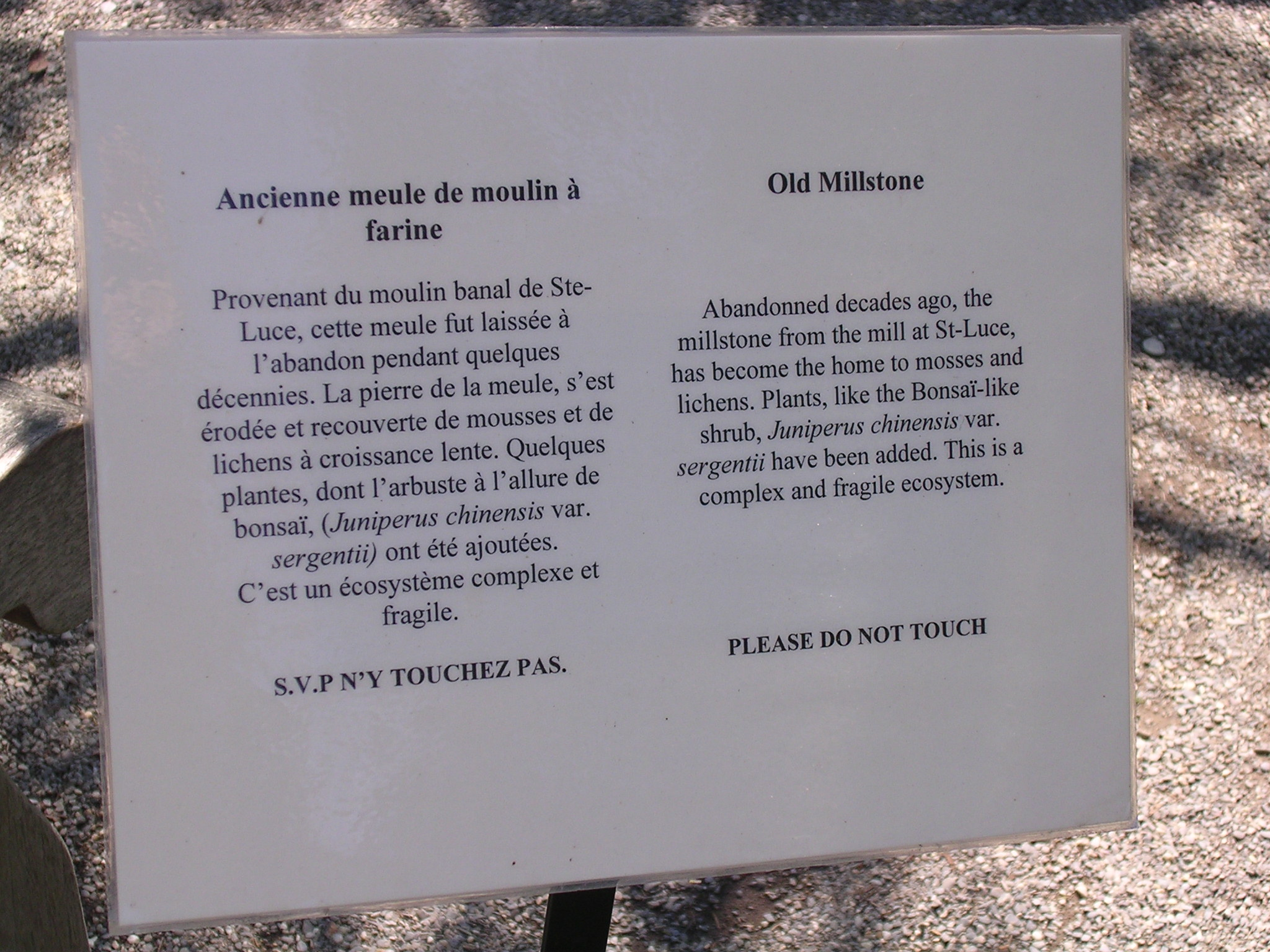
Panneau d'interprétation de la meule exposée aux Jardins de Métis, en 2006.

Le moulin banal du Ruisseau-à-la-Loutre est l'un des derniers moulins à eau du Québec au Canada. Il est situé à Sainte-Luce, dans la région du Bas-Saint-Laurent. Construit en 1849-1850 par Louis Bernard pour les seigneuresses Drapeau, il était le moulin banal de la seigneurie Lepage-Thivierge jusqu'à l'abolition du régime seigneurial en 1854. Le moulin a fait farine jusqu'en 1926. Après cette date, il fut utilisé comme bureau d'information touristique (1941-1979), restaurant (années 1990), centre de formation (depuis 2000) et gîte touristique (depuis 2006). Ses mécanismes ont été enlevés au début des années 1990. Il a été entièrement restauré à partir de 2000. Le moulin a été cité comme immeuble patrimonial par la municipalité de Sainte-Luce en 2021.
En face de ce moulin se trouvait un moulin à carder construit en 1841 par Magloire Carrier et Siméon Gautron.

## Chronologie
- Évolution du bâtiment :
  - 1849-1850 : Construction du moulin
  - 1926 : Fin des opérations
  - 1941 : Le gouvernement du Québec y effectue des réparations et le moulin devient un bureau d'information touristique. En 1951 et 1979, il serait passé entre 12000 et 35000 visiteurs québécois et américains dans le moulin.
  - Début des années 1990 : Le moulin est converti en restaurant.
  - Depuis 2000 : Le moulin devient un centre de formation spécialisé en éducation.
  - Depuis 2006 : À l'été, le moulin est aussi un gîte touristique, tout en maintenant sa vocation de centre de formation spécialisé en éducation
- Propriétaires :
  - 1849-... : Seigneuresses Drapeau
  - 1883 : Ulric Joseph Tessier, juge, et Marguerite-Adèle Kelly (fille d'Adélaïde Drapeau, l'une des seigneuresses Drapeau), ainsi qu'Édouard Lemoine, notaire
  - 1884-1890 : François-Xavier Lebel
  - 1890-1905 : Joseph Lebel
  - 1905-1920 : Louis Fortin
  - 1920-1927 : Émile Perreault
  - 1927-... : Ministère de la Voirie[2]
  - 2000 : Propriétaires actuels
- Meuniers :
  - 1849-1851 : Louis Bernard[3]
  - 1850 : Pierre Goulet
  - 1851-... : Pierre Tremblay, père et fils[4]
  - 1883-1884 : Jean-Baptiste D'Anjoue
  - 1884-1905 : Joseph Lebel
  - 1905-1920 : Louis Fortin
  - 1920-1927 : Émile Perreault, assisté de son frère Louis Perreault
- Transformations majeures :
  - 1982 : Reconstruction de la grande roue avec son canal d'amenée
  - Début des années 1990 : Converti en restaurant. Les mécanismes et la roue sont enlevés.
  - 2000 : Restauration majeure (réfection de la maçonnerie, remplacement de la charpente du toit, nouvelle fenestration)

## Architecture
- Construction en pierres, 17 mètres par 10 mètres, quatre lucarnes en façade et deux lucarnes à l'arrière. Le moulin abritait le mécanisme et le logis du meunier. Le logis était du côté est du moulin.
- Le moulin disposait d'une roue à godets qui mesurait 5.18 mètres (17 pieds) de diamètre. L'entrée de la dalle est toujours visible en façade. Le moulin comptait trois moulanges (paires de meules).

## Protection patrimoniale
La Corporation de la Seigneurie Lepage-Thivierge de Sainte-Luce a démontré son intérêt pour le moulin au propriétaire, le ministère du Tourisme, de la Chasse et de la Pêche. En 1980, le ministère des Affaires culturelles refusait une subvention à cette corporation pour une étude de faisabilité. En 1981, une demande de classement du moulin comme bien culturel est restée lettre morte.
Le 19 mai 2021. il est cité comme immeuble patrimonial par la municipalité de Sainte-Luce.

## Mise en valeur
- Constat de mise en valeur : Centre de formation et gîte touristique. Projet de maquette. Une meule est mise en valeur aux Jardins de Métis.
- Site d'origine : Oui
- Constat sommaire d'intégrité : Les mécanismes ont été enlevés, la charpente du toit et les ouvertures ont été remplacés en 2000.
- Responsable : Les propriétaires.